# Alba (serie de televisión)
Alba es una serie española original de Atresmedia, basada en la serie de televisión turca Fatmagül'ün Suçu Ne?. Está protagonizada por Elena Rivera y se estrenó en Atresplayer Premium el 28 de marzo de 2021 para después emitirse en Antena 3 a partir del 9 de marzo de 2022. El elenco lo completan Eric Masip, Álvaro Rico, Pol Hermoso, Jason Fernández, Miquel Fernández, Bea Segura, Tito Valverde y Adriana Ozores, entre otros.

## Sinopsis
Alba es una joven sin miedo. Sin embargo, tras volver a su pueblo por vacaciones, una prometedora noche de fiesta se tiñe de tragedia cuando un grupo de chicos la agrede sexualmente. Al día siguiente, se despierta desnuda en la playa. Un año antes, cuando dejó atrás su previsible vida, no podía imaginar que en la gran capital se reencontraría con Bruno, su vecino de siempre, y por el que jamás se había interesado. Lo que, separados por una simple calle, nunca sucedió, se hace posible en una ciudad de cuatro millones de habitantes. En un encuentro casual, tan improbable como mágico, Alba y Bruno se enamoran perdidamente. Nada podía separarles. Hasta esa noche fatídica. Inexplicablemente, tres de los cuatro agresores, son los mejores amigos de Bruno. Pero cuando Alba descubre la identidad del cuarto hombre, el final de la pesadilla es, en realidad, el principio.

## Reparto

#### Reparto principal
- Elena Rivera como Alba Llorens Vendrell
- Eric Masip como Bruno Costa Campoamor
- Álvaro Rico como Jacobo Entrerríos
- Pol Hermoso como Rubén Entrerríos
- Jason Fernández como Hugo Roig
- Miquel Fernández como César Valdivieso
- Franky Martín como Antonio "Toño" Llorens Vendrell
- Bea Segura como Clara Campoamor
- Antonio Gil como Eloy Duvall
- Candela Cruz  como Miriam
- Jorge Silvestre como Tirso Rubio Pastor
- Caterina Mengs como Begoña "Bego"
- Tito Valverde como Víctor Entrerríos
- Adriana Ozores como Mercedes
- Ana Wagener como Marta Villar

#### Reparto secundario
- Luis Iglesia como Mariano Entrerríos
- Jordi Ballester como Iván Entrerríos
- Mario Santos como Luisito Llorens
- Pepa Gracia como Teniente Julia Giner
- Álvaro Báguena como Emilio Solana
- Aníbal Cortés como Cabo Puerta
- Marina Sabadell como Sandra Solana
- Carles Sanjaime como Señor Roig
- Carlos de Austria como Darío Toledano
- Roser Tapias como Mónica Robledo
- Cocó Jiménez como María
- Juan Carlos Villanueva como ¿?
- Lourdes Navarro como ¿?
- Dani Tomás como ¿?
- Hajar Brown como ¿?

## Temporadas y audiencias
| Temporada | Temporada | Emisiones | Estreno            | Final              | Audiencia media | Audiencia media | Audiencia media |
| Temporada | Temporada | Emisiones | Estreno            | Final              | Espectadores    | Share           |                 |
| --------- | --------- | --------- | ------------------ | ------------------ | --------------- | --------------- | --------------- |
|           | 1         | 13        | 9 de marzo de 2022 | 1 de junio de 2022 | 1 638 000       | 13,6%           |                 |

## Episodios
| N.º | Título                        | Dirigido por                   | Escrito por                                       | Fecha de emisión en Antena 3 | Fecha de preestreno en Atresplayer Premium | Audiencia en Antena 3 |
| --- | ----------------------------- | ------------------------------ | ------------------------------------------------- | ---------------------------- | ------------------------------------------ | --------------------- |
| 1   | «Qué culpa tiene Alba»        | Pablo Guerrero                 | Carlos Martín, Valentina Francelet y Miguel Bueno | 9 de marzo de 2022           | 28 de marzo de 2021                        | 2 146 000 (17,5%)     |
| 2   | «Los remordimientos de Bruno» | Pablo Guerrero                 | Irma Correa                                       | 16 de marzo de 2022          | 4 de abril de 2021                         | 1 808 000 (15,1%)     |
| 3   | «Verdad silenciada»           | Carlota Pereda                 | Susana López y Javier Holgado                     | 23 de marzo de 2022          | 11 de abril de 2021                        | 1 778 000 (14,5%)     |
| 4   | «Operación caza»              | Carlota Pereda                 | Carlos Vila                                       | 30 de marzo de 2022          | 18 de abril de 2021                        | 1 743 000 (14,4%)     |
| 5   | «El interrogatorio»           | Pablo Guerrero                 | Irma Correa                                       | 6 de abril de 2022           | 25 de abril de 2021                        | 1 576 000 (13,0%)     |
| 6   | «Contra las cuerdas»          | Carlota Pereda                 | Carlos Vila y Carlos Martín                       | 13 de abril de 2022          | 2 de mayo de 2021                          | 1 372 000 (11,2%)     |
| 7   | «Los pasos previos»           | Humberto Miró                  | Irma Correa e Ignasi Rubio                        | 20 de abril de 2022          | 9 de mayo de 2021                          | 1 579 000 (12,7%)     |
| 8   | «El día del juicio»           | Humberto Miró                  | Carlos Vila, Irma Correa e Ignasi Rubio           | 27 de abril de 2022          | 16 de mayo de 2021                         | 1 616 000 (13,8%)     |
| 9   | «Un as bajo la manga»         | Carlota Pereda y Humberto Miró | Susana López, Javier Holgado e Ignasi Rubio       | 4 de mayo de 2022            | 23 de mayo de 2021                         | 1 523 000 (11,5%)     |
| 10  | «La sentencia»                | Humberto Miró                  | Irma Correa e Ignasi Rubio                        | 11 de mayo de 2022           | 30 de mayo de 2021                         | 1 594 000 (13,7%)     |
| 11  | «Ya es tarde»                 | Carlota Pereda y Humberto Miró | Carlos Vila y Carlos Martín                       | 18 de mayo de 2022           | 6 de junio de 2021                         | 1 565 000 (13,1%)     |
| 12  | «Chat descubierto»            | Pablo Guerrero                 | Carlos Martín                                     | 25 de mayo de 2022           | 13 de junio de 2021                        | 1 424 000 (12,1%)     |
| 13  | «A la caza»                   | Pablo Guerrero                 | Carlos Martín e Ignasi Rubio                      | 1 de junio de 2022           | 20 de junio de 2021                        | 1 569 000 (14,2%)     |